# Федерация фигурного катания на коньках России
Федерация фигурного катания на коньках России — общественная организация, созданная в целях содействия развитию фигурного катания на коньках в Российской Федерации, укрепления здоровья населения, укрепления позиций и повышения престижа фигурного катания на территории РФ и на международной арене.
Федерация создана в 1992 году и признана Олимпийским комитетом России, что необходимо по Конституции Международного союза конькобежцев для выступления российских фигуристов на международной арене. Так же, Федерация входит в «Ассоциацию зимних Олимпийских видов спорта РФ».
В Федерации фигурного катания России нет индивидуального членства. Все спортсмены и тренеры состоят в региональных федерациях.

## Основные функции Федерации
- разработка календарного плана соревнований и организация их проведения;
- разработка и реализация целевых, комплексных и учебных программ развития фигурного катания в РФ;
- организация и проведение всероссийских и международных соревнований;
- формирование составов сборных команд, обеспечение их подготовки и участия в международных соревнованиях;
- организация и проведение мероприятий по повышению квалификации специалистов, семинаров, конференций, консультаций;
- разработка нормативов и требований Единой всероссийской спортивной классификации, а также общероссийских правил проведения соревнований по фигурному катанию;
- направление спортсменов и тренеров на международные соревнования;
- заключение контрактов и договоров со спортсменами и тренерами;
- осуществление международных связей и защита интересов Федерации на международном уровне;
- участие в строительстве и эксплуатации профильных спортивных сооружений;
- оказание организационной и методической помощи региональным организациям.

## Структура Федерации
Высшим руководящим органом Федерации является Конференция, проводимая раз в два года. Делегаты на Конференцию избираются на собраниях (конференциях) региональных федераций.
Решения Конференции правомочны, если на ней присутствует не менее 2/3 избранных делегатов. Решения принимаются простым большинством голосов делегатов. Решения о внесении изменений и дополнений в Устав, о персональном составе руководящих органов, о реорганизации и ликвидации Федерации принимаются 2/3 голосов присутствующих делегатов. Отчетно-выборная конференция проводится 1 раз в 4 года (как правило, в конце очередного Олимпийского цикла).
На отчётно-выборной конференции в июне 2010 года были внесены изменения в Устав вводящие новую должность — Генеральный директор Федерации. Генеральный директор отвечает за подготовку резерва, привлекает финансовые средства и спонсоров. На эту должность избран В. Н. Писеев.
Постоянно действующим руководящим органом Федерации является Исполнительный Комитет (нынешний состав — 26 человек), который осуществляет полномочия юридического лица от имени Федерации. Исполком собирается на заседания не реже 6 раз в год.
Важнейшим органом Федерации является Тренерский совет, численный и персональный состав которого утверждается Президиумом Федерации (по состоянию на март 2011 года в состав входит 21 человек). Как правило, в состав Совета входят наиболее опытные, квалифицированные специалисты, ведущие тренеры сборной команды страны. Например, в настоящее время это — Громова Ж. Ф., Кудрявцев В. Н., Мишин А. Н., Москвина Т. Н., Тарасова Т. А. и другие.
Кроме того, в рамках Федерации осуществляют деятельность: Коллегия судей и штатный аппарат (в настоящее время — 12 сотрудников) обеспечивающий повседневную работу.

## Президенты
- 1992—2010: Валентин Писеев (с 1989 года возглавлял Федерацию фигурного катания СССР)[3].
- 2010—2022: Александр Горшков[4]
- с 2023: Антон Сихарулидзе (исполняющий обязанности)[5]

## Соревнования
Основными проводимыми Федерацией соревнованиями являются ежегодные чемпионаты страны, а также этап серии Гран-при «Cup of Russia». Кроме того, проводятся: первенство России среди юниоров, Кубок России (являющийся отбором к национальным чемпионатам), международные соревнования стран СНГ, Балтии и России «Хрустальный конёк».
При поддержке Федерации, региональные федерации проводят: открытый Кубок Белгородской области на призы А. Н. Мишина (Белгород), соревнования «Мемориал Н. А. Панина» (Санкт-Петербург), всероссийские соревнования «Сияние севера» (Архангельск), всероссийские соревнования «Самарочка» (Самара), всероссийские соревнования «Серебряные коньки» (Томск), первенство России среди юношей и девушек Мемориал «С. А. Жука», открытый чемпионат и первенство Сибири и Дальнего Востока, открытые международные соревнования по танцам на льду «Кумпарсита» и множество других.

## Спонсоры
С января 2009 года генеральным спонсором федерации является компания «Ростелеком».
Ирина Роднина рассказала, что приход «Ростелекома» в федерацию напрямую связан с Владимиром Путиным. Действующий на тот момент президент ФФККР Александр Горшков на совете по спорту подошёл к Путину, пожаловавшись, что «беда у нас с фигурным катанием, нет денег, ничего нет». После чего Путин вызвал руководителя «Ростелекома», указав ему: «всё, ты теперь отвечаешь за фигурное катание».
По данным госзакупок «Ростелекома», в 2014—2015 годах компания выделяла федерации по 150 млн рублей в год, в 2018 году — 100,3 млн.
По состоянию на 2022 год, спонсорами федерации также являлись банк «Тинькофф», платежная система «Мир», букмекерская компания «Лига ставок» и «Первый канал».

## Территориальные федерации
Федерация осуществляет свою деятельность на территории России через территориальные федерации. В настоящее время Федерация объединяет 48 территориальных федераций (по состоянию на 1 июня 2011 года):
| №  | Название                                                                        |
| -- | ------------------------------------------------------------------------------- |
| 1  | Федерация фигурного катания на коньках Республики Башкортостан                  |
| 2  | Федерация фигурного катания на коньках Республики Карелия                       |
| 3  | Федерация фигурного катания на коньках Республики Коми                          |
| 4  | Федерация фигурного катания Республики Мордовия                                 |
| 5  | Федерация фигурного катания на коньках Республики Татарстан                     |
| 6  | Федерация фигурного катания на коньках Удмуртской Республики                    |
| 7  | Федерация фигурного катания на коньках «Пируэт» (Забайкалье)                    |
| 8  | Федерация фигурного катания на коньках (Краснодарский край)                     |
| 9  | Федерация фигурного катания на коньках Красноярского края                       |
| 10 | Федерация фигурного катания на коньках Приморского края                         |
| 11 | Федерация фигурного катания на коньках Пермского края                           |
| 12 | Федерация фигурного катания на коньках Архангельской области                    |
| 13 | Федерация фигурного катания на коньках Белгородской области                     |
| 14 | Владимирская областная Федерация фигурного катания на коньках                   |
| 15 | Федерация по хоккею с шайбой и фигурного катания на коньках Вологодской области |
| 16 | Федерация фигурного катания на коньках Вологда                                  |
| 17 | Федерация фигурного катания на коньках Воронежской области                      |
| 18 | Федерация фигурного катания на коньках России в Иркутской области               |
| 19 | Федерация фигурного катания на коньках Калининградской области                  |
| 20 | Федерация фигурного катания на коньках Калужской области                        |
| 21 | Олимпийская орбита (Киров)                                                      |
| 22 | Федерация фигурного катания на коньках Курганской области                       |
| 23 | Федерация фигурного катания на коньках Курской области                          |
| 24 | Спортивная Федерация фигурного катания на коньках (Ленинградская область)       |
| 25 | Федерация фигурного катания на коньках Липецкой области                         |
| 26 | Федерация фигурного катания на коньках Московской области                       |
| 27 | Федерация фигурного катания на коньках Мурманской области                       |
| 28 | Федерация фигурного катания на коньках (Нижний Новгород)                        |
| 29 | Федерация фигурного катания на коньках Новосибирской области                    |
| 30 | Ассоциация фигурного катания на коньках Омска                                   |
| 31 | Федерация фигурного катания на коньках Оренбургской области                     |
| 32 | Пензенская областная Федерация фигурного катания на коньках                     |
| 33 | Федерация фигурного катания на коньках Ростовской области                       |
| 34 | Рязанская областная Федерация фигурного катания                                 |
| 35 | Федерация фигурного катания на коньках Самарской области                        |
| 36 | Саратовская областная Федерация фигурного катания на коньках                    |
| 37 | Федерация фигурного катания на коньках Свердловской области                     |
| 38 | Федерация фигурного катания на коньках Тверской области                         |
| 39 | Федерация фигурного катания на коньках Томской области                          |
| 40 | Тульская областная Федерация фигурного катания на коньках                       |
| 41 | Федерация фигурного катания на коньках (Тюменская область)                      |
| 42 | Федерация фигурного катания на коньках (Челябинская область)                    |
| 43 | Федерация фигурного катания на коньках Ярославской области                      |
| 44 | Федерация фигурного катания на коньках города Москвы                            |
| 45 | Федерация фигурного катания на коньках Санкт-Петербурга                         |
| 46 | Федерация фигурного катания на коньках ХМАО-Югры                                |
| 47 | Федерация фигурного катания на коньках Ямало-Ненецкого автономного округа       |
| 48 | Всероссийское физкультурно-спортивное общество «Динамо».                        |